# Fenicidi di dicembre
Le Fenicidi sono uno sciame meteorico visibile dal 28 novembre al 9 dicembre: le Fenicidi, o meglio le Fenicidi di dicembre, sigla internazionale PHO, non devono essere confuse con l'omonimo sciame meteorico delle Fenicidi di Luglio, sigla internazionale PHE.

## Caratteristiche
Come altri sciami meteorici, le Fenicidi derivano il nome dalla posizione del loro radiante, che si trova nella costellazione della Fenice. Sono visibili tra il 29 novembre e il 9 dicembre, con il picco di attività tra il 5 e il 6 dicembre di ogni anno. In considerazione del loro radiante, situato a una declinazione australe, lo sciame è visibile solo da località situate nell'emisfero Australe.

## Scoperta
Le Fenicidi hanno dato origine a una spettacolare pioggia di meteore il 5 dicembre 1956; essa fu osservata dalla prima spedizione polare giapponese che svernò al Polo Sud, dalla nave Soya, tra le 13.45 e le 18.00 T.U: le meteore furono descritte essere in buon numero di color rosso o giallo, la magnitudine media ricavata dall'osservazione di 61 meteore è risultata di 2,4a..
Le Fenicidi di dicembre sono associate alla cometa periodica 289P/Blanpain: questa, osservata nel 1819, venne considerata perduta finché nel 2013 è stato scoperto che l'asteroide 2003 WY25 era il medesimo oggetto della cometa perduta.